# Poļina Jeļizarova
Poļina Jeļizarova (Liepāja, 1 de maig de 1989) és una atleta letona que competeix en 3000 metres obstacles i en 3000 metres.
Jeļizarova es va classificar pels Jocs Olímpics d'Estiu de 2012, i va arribar a la final dels 3000 metres obstacles femenins, en què fou 13a, amb un temps de 9:38.56.
Té actualment el rècord de Letònia de 3000 metres obstacles: 9:27.21 min. El 2005 fou guardonada amb el premi Estrella emergent de l'any a Letònia.